# Ronald T. Raines

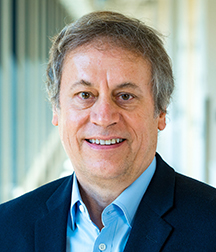
Ronald T. Raines

Ronald T. Raines (* 13. August 1958 in Montclair (New Jersey)) ist ein US-amerikanischer Biochemiker (Peptid- und Protein-Chemie).

## Leben
Raines studierte am Massachusetts Institute of Technology (MIT) mit Bachelor-Abschlüssen in Chemie und Biologie 1980 und wurde 1982 an der Harvard University in Chemie bei Jeremy R. Knowles promoviert mit einer Dissertation über Katalyse durch Triosephosphatisomerase. Als Post-Doktorand war er 1986 bis 1989 an der University of California, San Francisco bei William J. Rutter. Dort klonierte er Pankreas-Ribonuklease von Rindern. 1989 wurde er Assistant Professor und später Professor für Chemie und Biochemie an der University of Wisconsin-Madison. Dort war er Henry A. Lardy Professor für Biochemie, Linus Pauling Professor für chemische Biologie und Professor für Chemie. Er kehrte 2017 an das MIT zurück, wo er Roger and Georges Firmenich Professor für Naturstoffchemie ist.
2009 war er Gastwissenschaftler am Caltech und 2014 Givaudan-Karrer Gastprofessor an der Universität Zürich.
Er ist mit der Chemieprofessorin Laura L. Kiessling verheiratet.

## Werk
Er befasst sich mit Protein-Struktur und biologischer Funktion, Entwurf neuartiger Proteine und Protein-Engineering, Proteinfaltung, molekularer Erkennung. Er entdeckte mit seiner Gruppe ein Enzym (eine Variante der Pankreas-Typ-Ribonukleasen (ptRNases), die resistent gegen Ribonuklease-Inhibitoren ist), das RNA zerlegt und in klinischen Tests als Chemotherapeutikum gegen Krebs ist. Sie entdeckten Mechanismen die zur Stabilisierung aller Proteine dienen (n-to-pi* Wechselwirkung, C5 Wasserstoffbindung), erzeugten künstliche und sehr stabile Kollagene, auch für die Wundheilung, und entwickelten Methoden der Proteinsynthese, der Katalysierung von Proteinfaltung und für den erleichterten Eintritt in Zellen und Methoden der Umwandlung von Biomasse in nützliche Chemikalien und Brennstoffe.

## Ehrungen und Mitgliedschaften
1990 erhielt er einen Presidential Young Investigator Award der National Science Foundation und 1998 den Pfizer Award in Enzyme Chemistry. 2016 erhielt er den Ralph F. Hirschmann Award in Peptide Chemistry, 2017 den Vincent du Vigneaud Award und 2019 die Max-Bergmann-Medaille. Raines erhielt einen Humboldt-Forschungspreis, einen Searle Scholar Award, war Guggenheim Fellow und ist Fellow der Royal Society of Chemistry und der Royal Society of Biology. Er ist Mitglied der American Association for the Advancement of Science und der National Academy of Inventors. 2022 wurde er in die American Academy of Arts and Sciences gewählt.

## Schriften (Auswahl)
Außer die in den Fußnoten zitierten Arbeiten.
- mit L. D. Lavis: Bright ideas for chemical biology, ACS Chem. Biol., Band 3, 2008, S. 142–155.
- mit M. D. Shoulders: Collagen structure and stability, Annu. Rev. Biochem., Band 78, 2009, S. 929–958.
- mit E. L. Myers: A phosphine-mediated conversion of azides into diazo compounds, Angewandte Chemie Int. Ed., Band 48, 2009, S. 2359–2363.
- mit M. D. Shoulders,K. A. Satyshur, K. T. Forest: Stereoelectronic and steric effects in side chains preorganize a protein main chain, Proc. Nat. Acad. Sci. USA, Band 107, 2010, S. 559–564
- mit J. C. Lukesh, M.J. Palte: A potent, versatile disulfide-reducing agent from aspartic acid, J. Am. Chem. Soc., Band 134, 2012, S. 4057–4059.
- mit J. D. Vasta u. a.: Selective Inhibition of Collagen Prolyl 4-Hydroxylase in Human Cells, ACS Chem. Biol., Band 11, 2016, S. 193–199
- mit K. A. Mix, J. E. Lomax: Cytosolic Delivery of Proteins by Bioreversible Esterification, J. Am. Chem. Soc., Band 139, 2017, S. 14396–14398